# Hespérides
Pour les articles homonymes, voir Hespéride.

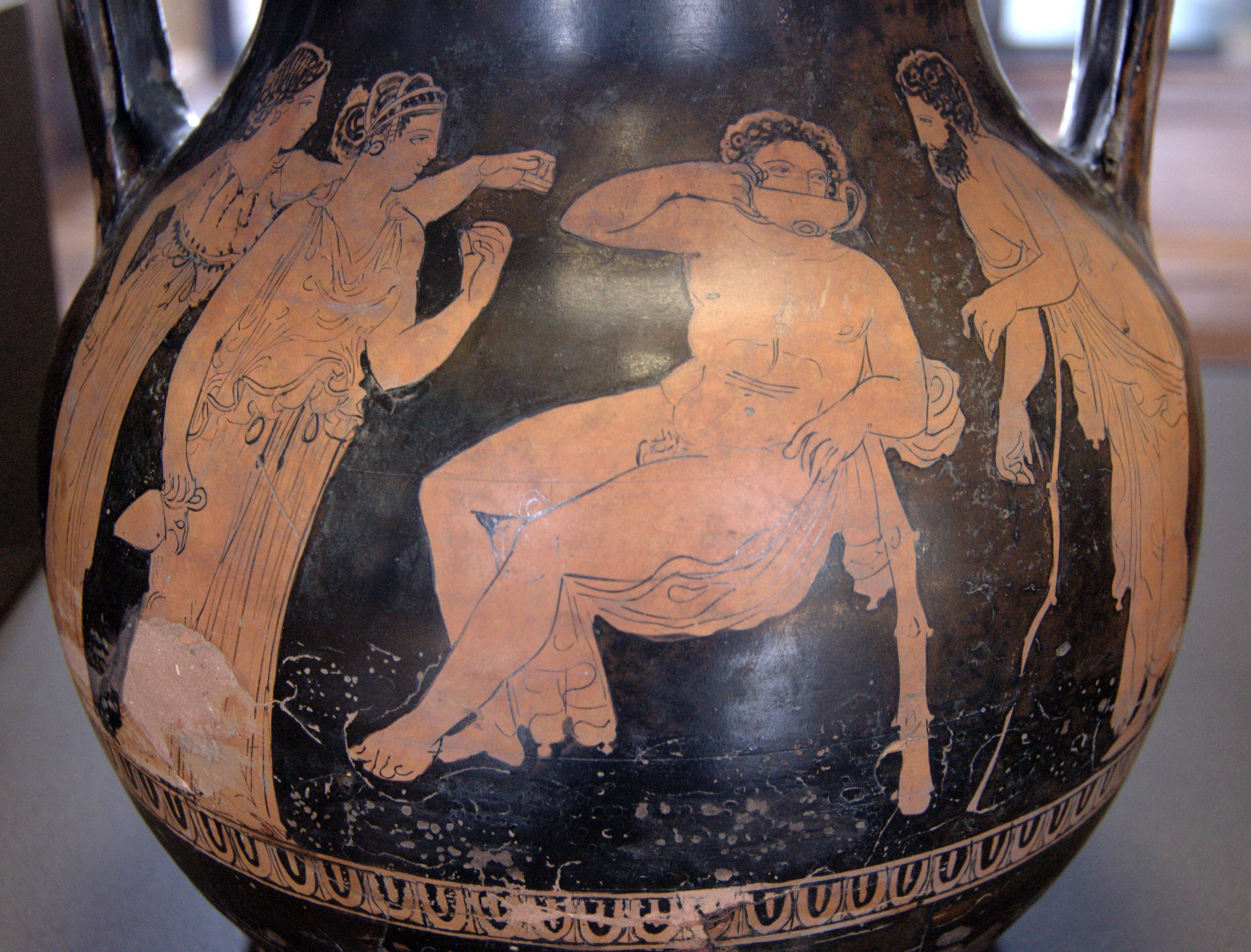
Héraclès au jardin des Hespérides, péliké attique à figures rouges, 480-470 av. J.-C., musée du Louvre (M 11).

Dans la mythologie grecque, les Hespérides (en grec ancien Ἑσπερίδες / Hesperídes, « filles d’Hespéris, l’Occident, le Couchant personnifié ») sont les nymphes du Couchant, filles d'Atlas et d'Hespéris. On en compte traditionnellement trois (les noms varient, mais ceux qui reviennent le plus souvent sont Églé, Érythie et Hespérie). Elles résident dans un verger fabuleux, le jardin des Hespérides, situé à la limite occidentale du monde.

## Famille
La généalogie des Hespérides varie selon les auteurs et les époques. Elles sont aujourd'hui le plus données comme les filles du titan Atlas et d'Hespéris, une des douze Heures du jour ou de la nuit.
Elles sont aussi alternativement données comme filles de Nyx (la Nuit) seule, de Nyx et d'Érèbe, de Phorcys et Céto, d'Hespéros ou de Zeus et Thémis.

## Le mythe des pommes d'or

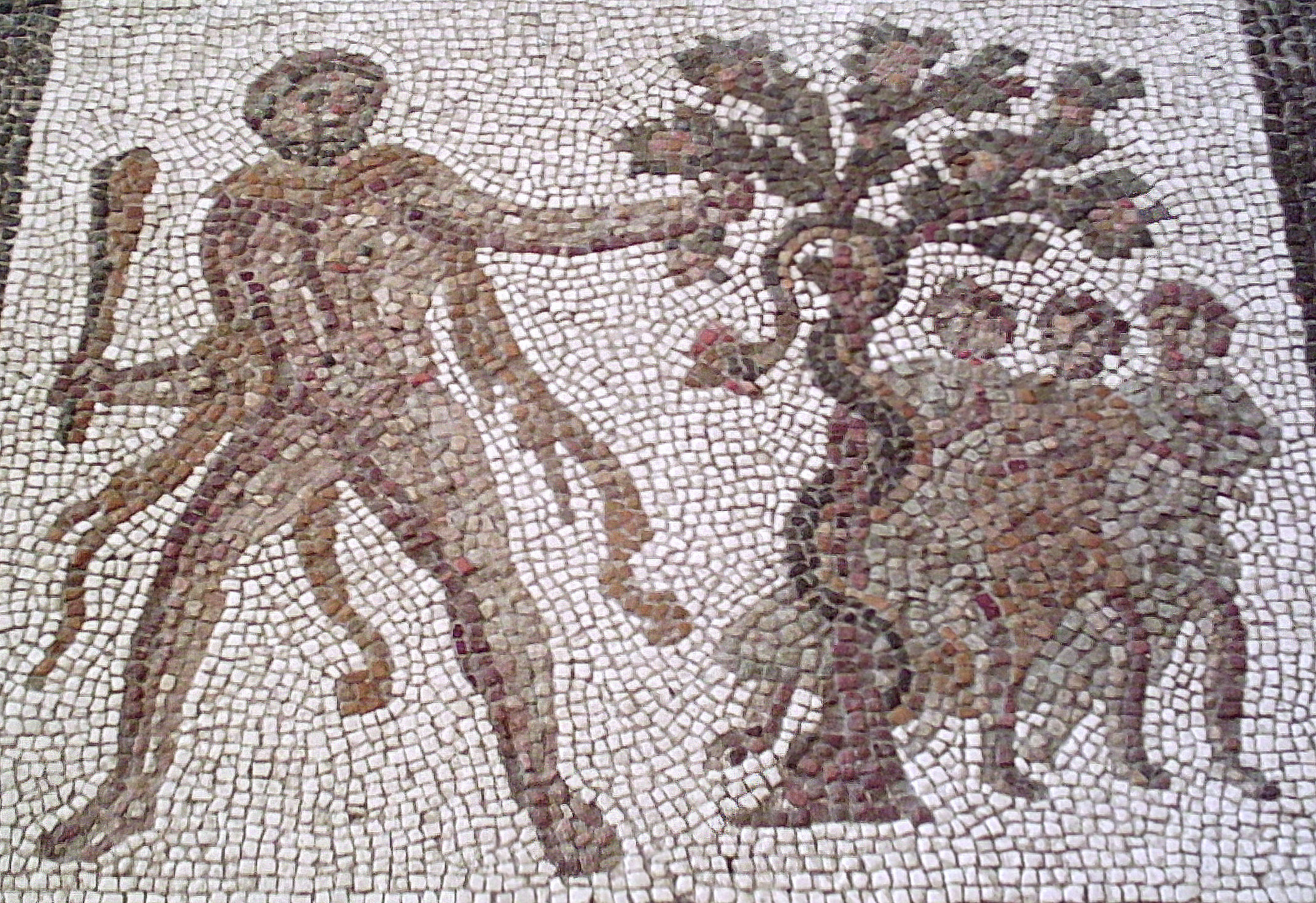
Hercule dérobant les pommes d'or. Détail d'une mosaïque illustrant les 12 travaux d'Hercule de Llíria (Valence, Espagne), première moitié du IIIe siècle.

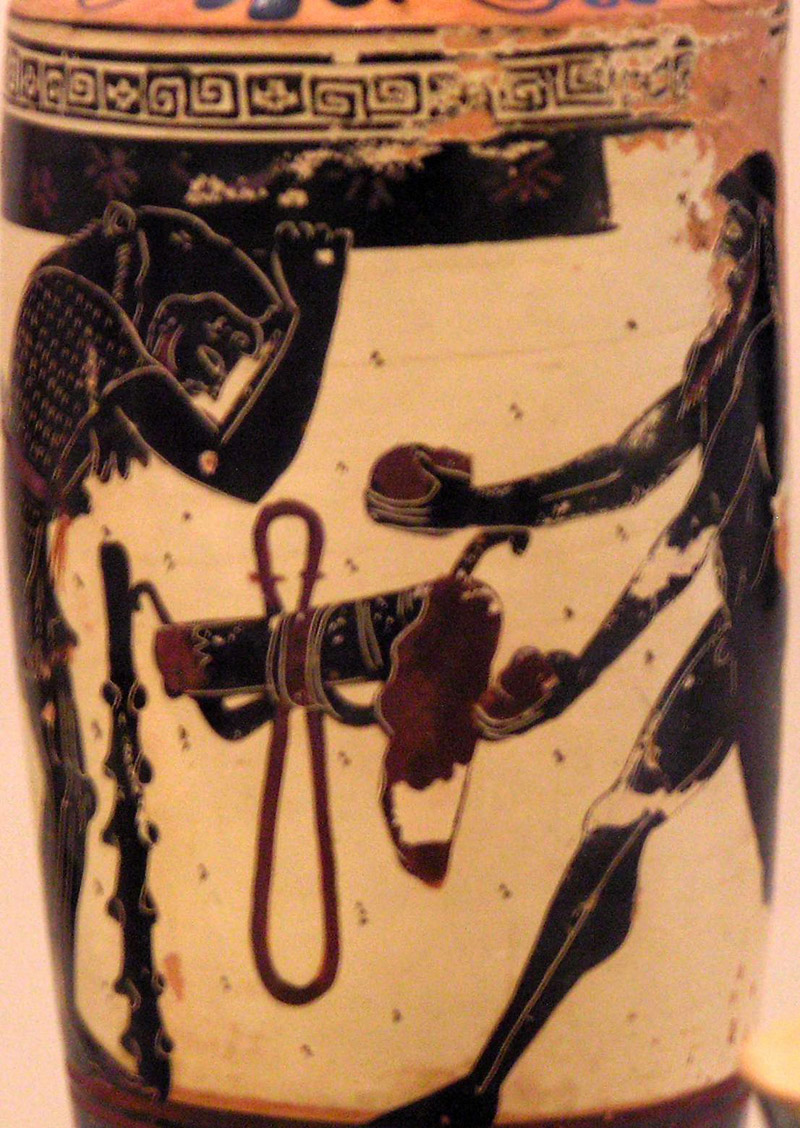
Partie latérale d'un vase qui montre Atlas rapportant à Héraclès les pommes du jardin des Hespérides. (Source : lécythe à fond blanc créé entre 490 et 480 av. J.-C., Musée national archéologique d'Athènes).

Le onzième des travaux d'Héraclès consistait à rapporter les fruits d'or d'un pommier, cadeau de Gaïa à Héra. Elle l'avait planté dans son jardin divin qui se trouvait sur les pentes du mont Atlas, là où les chevaux du char du Soleil achèvent leur randonnée en se couchant à l'ouest de l'océan Atlantique. Un jour, Héra s'aperçut que les filles d'Atlas, les Hespérides, à qui elle avait confié la garde de l'arbre, volaient les pommes ; elle plaça alors un dragon à cent têtes, Ladon, autour du pommier pour en interdire l'accès. Après maintes péripéties, Héraclès obtint de Nérée quelques renseignements, notamment que les pommes d'or poussent dans un jardin situé dans « l'Extrême Occident » où vivent les nymphes Hespérides. Mais ces informations un peu vagues laissent Héraclès dans le flou, et Nérée profite de ce moment d'inattention pour se transformer en serpent et se faufiler entre deux pierres. Héraclès se dirige déjà vers les terres de l'ouest qu'il a eu l'occasion de visiter lors de son périple dans le royaume de Géryon. Après quelques jours de voyage il atteint la région de Tartessos près de Gadès en Hispanie.
Héraclès franchit le détroit de Gibraltar d'où s'élèvent les colonnes à son nom, afin de rencontrer le Titan Atlas, car ce dernier est le seul à pouvoir l'aider dans sa quête des pommes d'or poussant dans ce fabuleux jardin des Hespérides, situé dans cette région extra-océanique réservée uniquement aux immortels. Arrivé sur la pointe nord-ouest de l'Afrique, Héraclès découvre l'immense Atlas courbé sous le poids de la voûte céleste qu'il est chargé de supporter, depuis la défaite des Titans contre les dieux de l'Olympe. Atlas écoute les raisons de sa visite et lui propose de se rendre au jardin des Hespérides pour y cueillir trois pommes d'or, mais à la seule condition qu'Héraclès porte le fardeau de la voûte céleste. Ce dernier accepte et endosse sur ses épaules le poids du ciel tandis qu'Atlas part chercher les fruits d'or. Après plusieurs heures d'attente, Atlas réapparaît avec trois fruits d'or à la main. Il se propose d'aller porter lui-même les pommes à Eurysthée. Conscient du risque qui pèse sur lui, Héraclès utilise une ruse : il feint d'accepter le service du Titan et le prie de reprendre le poids du ciel, pour quelques instants seulement, le temps de trouver un bon coussin pour ses épaules. Atlas pose les pommes d'or sur le sol et reprend la voûte céleste en toute confiance ; mais quand il voit Héraclès ramasser les fruits qu'il a cueillis et s'éloigner avec un geste d'adieu, il réalise qu'il a été dupé.
Les pommes d'or des Hespérides réapparaissent dans la légende d'Atalante. Ce sont elles, obtenues par Aphrodite, qu'Hippomène laisse tomber lors de la course qui l'oppose à Atalante, lui permettant de devancer celle-ci[réf. nécessaire].

## Démythification et interprétations

### Brebis
Le mythe connaît chez Paléphatos et Diodore de Sicile une rationalisation reposant sur l'homonymie en grec ancien de μῆλα / mễla, les brebis (pluriel de μῆλον (1)), et μῆλα / mễla, les pommes pluriel de μῆλον (2)). Ainsi, selon les Histoires incroyables de Paléphatos, les Hespérides sont les deux filles d'un Milésien nommé Hespéros, habitant de Carie. Il possédait de belles brebis (en grec ancien μῆλα / mễla), bonnes productrices de laine, d'une espèce que l'on ne trouvait qu'aux entours de Milet, dites « d'or », et dont le berger se nommait Dragon. Héraclès les regroupa, les déroba à Dragon, qu'il tua, et les conduisit chez lui. Hespéros étant mort à l'époque, les brebis appartenaient à ses filles. Après cet événement, le bruit courut qu'Héraclès avait dérobé « les pommes [les brebis] d'or » aux Hespérides, après avoir tué leur gardien, Dragon.
Cette version du mythe met en lumière de nombreuses similitudes entre la quête des pommes d'or par Héraclès et celle de la Toison d'or par Jason.

### Oranges
Selon une autre interprétation, les pommes d'or seraient des oranges, inconnues des Grecs[réf. nécessaire], celles-ci ressemblant à des pommes d'une couleur étrange. La couleur « dorée » des pommes était la couleur de la pelure de l'orange et leur goût plus sucré était celui de l'orange. Par extension, les agrumes sont parfois appelés « hespérides » en référence aux travaux d'Hercule et à sa mission de cueillir les pommes d'or du jardin des Hespérides.

### Coings
Il est aussi possible que ces pommes fassent en fait référence à des coings, nommés « pommes » dans l'Antiquité. En effet, le climat méditerranéen arrosé de la façade atlantique offre des conditions idéales (précipitations de 800 mm/an, entre 100 et 500 heures de froid, pH moyen à bas) pour la culture des cognassiers (Cydonia oblonga). Ils produisent des fruits d'une belle couleur or, spécialement agréables, y compris comme fruits à couteau, puisqu'il existe des cultivars de coings doux. Cette hypothèse est conforme à l'iconographie qui montre des petits arbres de type Rosaceae. Columelle mentionne une variété de coing nommée « pomme d'or ».

### Localisation des Hespérides

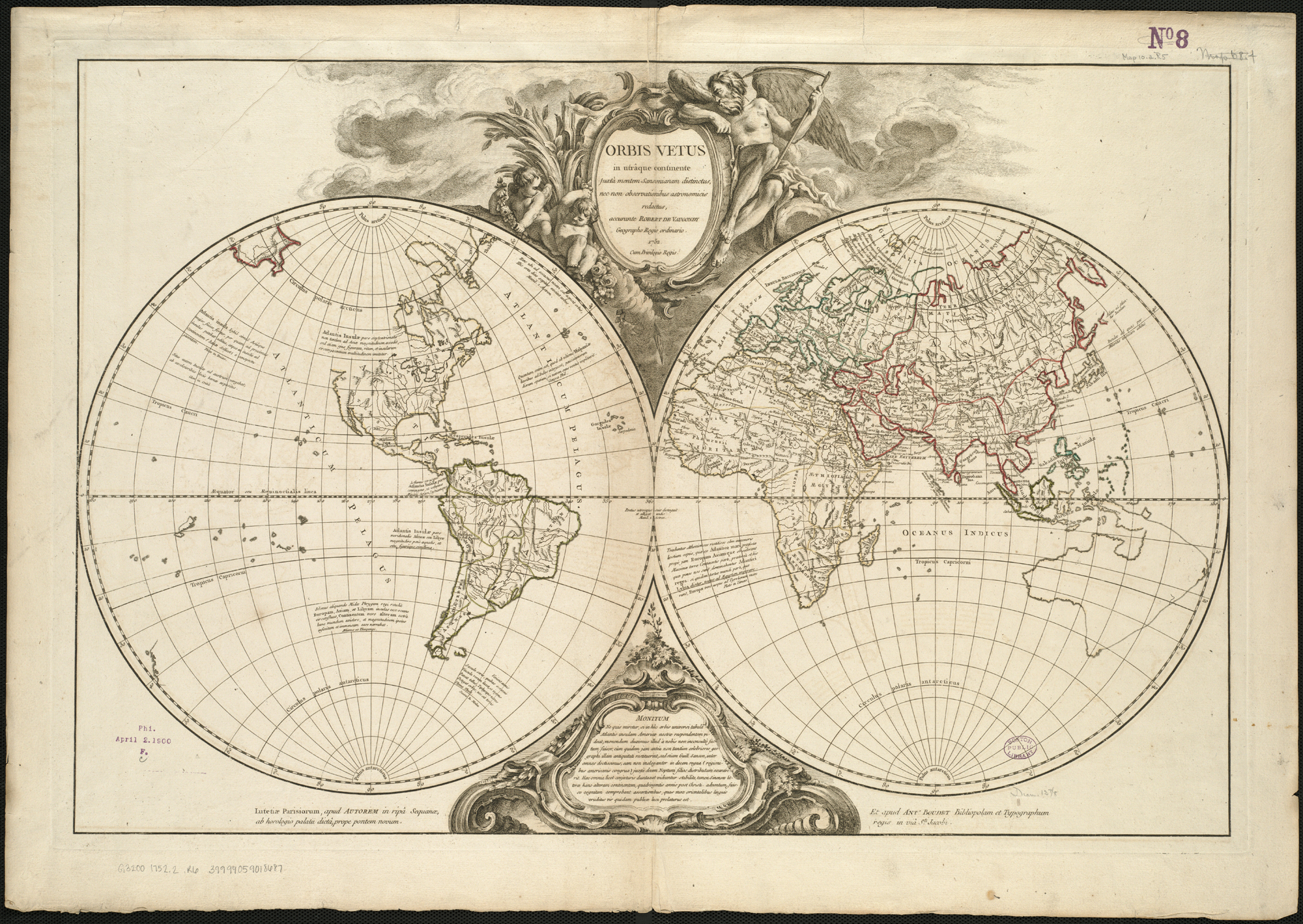
Mappemonde de Gilles Robert de Vaugondy (1752) indiquant les îles Hespérides situées aux Antilles.

Les Hespérides se trouvent d’abord localisées par Hésiode dans une région océanique floue et lointaine. La localisation extrême-occidentale se retrouve dans les récits des Travaux d'Héraclès : la quête des pommes d’or fait passer Héraclès chez les Lygiens d'après un fragment du Prométhée délivré et par Tartessos d'après Phérécyde. Ces étapes semblent témoigner de deux tendances, l'une situant les Hespérides au-delà du monde italique, voire vers le nord, l'autre proche des côtes africaines. Si la localisation exacte du jardin des Hespérides varie selon les sources grecques, la localisation en Libye (en Grande Syrte ou en Cyrénaïque, peut-être à l'emplacement de l'actuelle Benghazi), tend à s'imposer, contre l'avis des textes qui font état d'une contrée ultramarine, par une réduction de la géographie mythique au seul bassin méditerranéen, interprétation qui déclare suivre l’installation de colonies grecques en Libye-Cyrénaïque. Les sources latines retiennent une localisation au large des rives océaniques de l'Espagne ou du Maroc, à proximité de la cité de Lixus,, à l'actuel emplacement de la région se situant entre Tanger et Larache au Maroc. Ces localisations sont très récentes par rapport à la période d'élaboration du mythe du héros « illustre par Héra », dont le nom, identique au vieux-slave jaro-slav-, renvoie aux mythes cosmologiques indo-européens (ce que signalent les rapports avec Atlas, l'Océan et le lointain couchant d'Érythie).
Sur une de ses mappemondes, le cartographe français Gilles Robert de Vaugondy place les îles Hespérides dans la région des Antilles.

## Dans la fiction
- Les Pommes d'or du jardin des Hespérides : nouvelle policière d'Agatha Christie.
- Saga Percy Jackson de Rick Riordan.
- Dans Le Monde de Narnia : Le Neveu du magicien, de C. S. Lewis : les pommes d'or s'inspirent de ce mythe.
- Dans Raphaël 3 et l'Arbre Éternel, de R.J.P Toreille : l'Arbre éternel est inspiré des pommes d'or du jardin des Hespérides.
- Dans Shazam! La rage des Dieux, de David F. Sandberg : les trois filles qui veulent détruire le monde des hommes sont inspirées des Hespérides, filles d'Atlas, et elles cherchent la pomme de vie, qui est une pomme d'or.